# Chapmanville
Chapmanville és una població dels Estats Units a l'estat de Virgínia de l'Oest. Segons el cens del 2000 tenia 1.211 habitants.

## Demografia
Segons el cens del 2000, Chapmanville tenia 1.211 habitants, 581 habitatges, i 330 famílies. La densitat de població era de 697,9 habitants per km².
Dels 581 habitatges en un 23,1% hi vivien nens de menys de 18 anys, en un 40,8% hi vivien parelles casades, en un 13,8% dones solteres, i en un 43,2% no eren unitats familiars. En el 40,3% dels habitatges hi vivien persones soles el 20% de les quals corresponia a persones de 65 anys o més que vivien soles. El nombre mitjà de persones vivint en cada habitatge era de 2,08 i el nombre mitjà de persones que vivien en cada família era de 2,82.
Per edats la població es repartia de la següent manera: un 19% tenia menys de 18 anys, un 9,5% entre 18 i 24, un 26,5% entre 25 i 44, un 25,1% de 45 a 60 i un 19,9% 65 anys o més.
L'edat mediana era de 41 anys. Per cada 100 dones de 18 o més anys hi havia 76,4 homes.
La renda mediana per habitatge era de 23.077 $ i la renda mediana per família de 38.250 $. Els homes tenien una renda mediana de 28.500 $ mentre que les dones 20.769 $. La renda per capita de la població era de 15.581 $. Entorn del 12,1% de les famílies i el 20,3% de la població estaven per davall del llindar de pobresa.

## Poblacions més properes
El següent diagrama mostra les poblacions més properes.